# 瓜罗曼
瓜罗曼，是西班牙安达卢西亚自治区哈恩省的一个市镇。总面积96平方公里，总人口2738人（2001年），人口密度29人/平方公里。